# Camilla Lagerqvist
Camilla Anne Elisabeth Lagerqvist, född 26 juli 1967 i Uppsala, är en svensk författare av ungdomsböcker och romaner. Hon är utbildad journalist på Poppius journalistskola. Hennes första ungdomsbok Det brinner i mitt huvud handlar om en pojke som har ADHD. Hennes bok Cirkusflickan har under 2011 översatts och getts ut på franska med titeln L'enfant de cirque.
År 2014 kom den första boken i en serie om andra världskriget för ungdomar. Boken handlar om Maja, Ben och Hilde som bestämmer sig för att starta motståndsgruppen Svarta rosorna för att kämpa mot nazisterna. Den första delen i serien, som är i fyra delar, heter Uppdraget och för den fick Lagerqvist Nils Holgersson-plaketten 2015.
Året därpå kom boken Den vita döden som handlar om trettonåriga Julia som har tuberkulos och vårdas på ett sanatorium i Småland. 2017 kom den första delen i serien Blodsvänner som utspelar sig i Uppsala på 1930-talet och kretsar kring Statens institut för rasbiologi och vad de utsatte människor för. Camilla har även skrivit Amerikaäventyret som är en serie i fyra delar som handlar om fjortonåriga Ingrid som emigrerar till Amerika i början på 1900-talet för att leta efter sin försvunna syster Hedvig.
2021 kom den första delen i en ny historisk äventyrsserie, Hemmet för bortrövade barn som handlar om Adam som såldes på auktion som liten och som tack vare ett arv får chansen att hjälpa andra utsatta barn. 

## Bibliografi

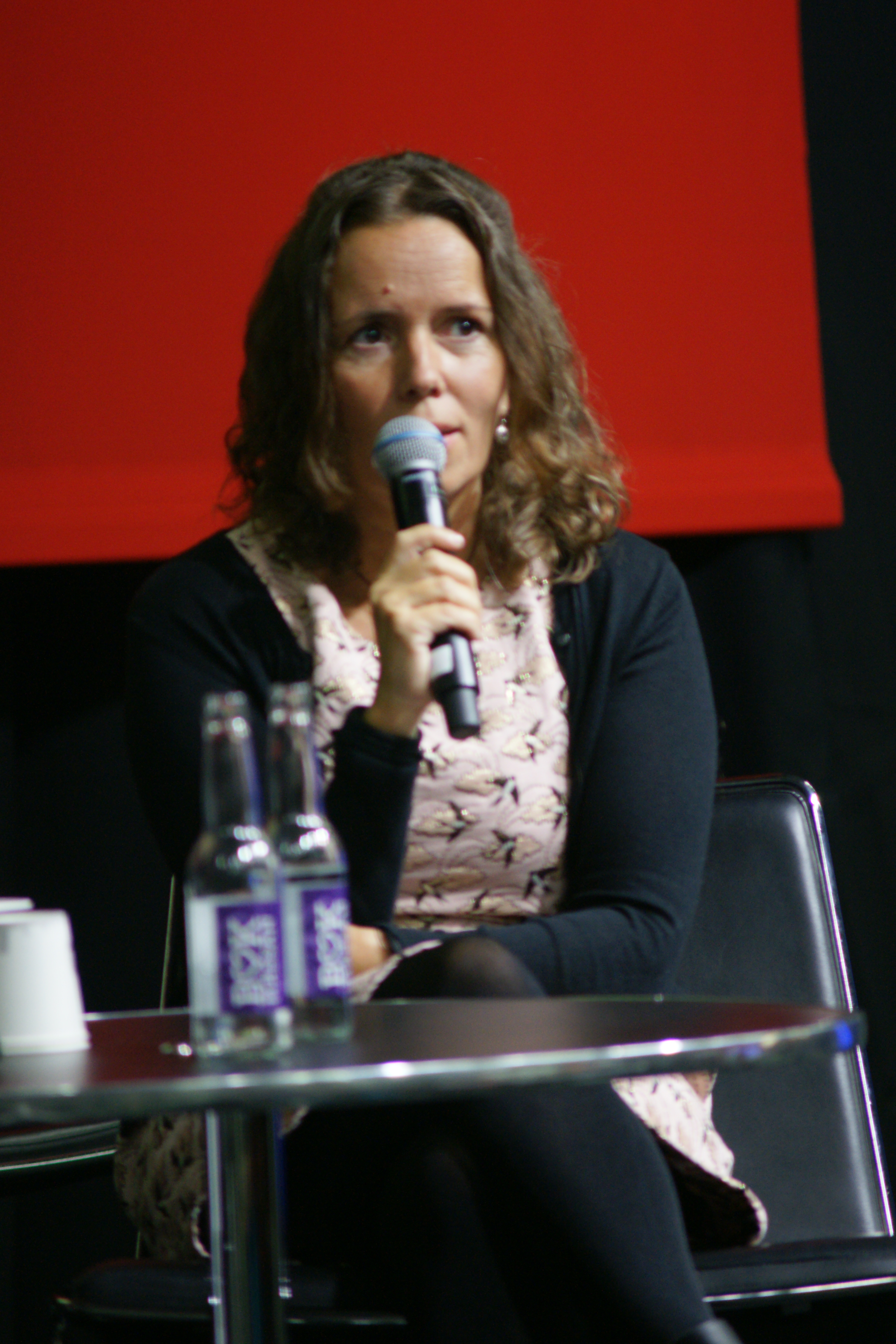
Lagerqvist på Bokmässan 2018.

## Priser och utmärkelser
- Sandviken kommuns kulturstipendium, 2011[1]
- Region Gävleborgs kulturpris, 2015[2]
- Nils Holgersson-plaketten, för Uppdraget, 2015[3]
- Lars Bucans kulturpris, 2017[4]
- Gunvor Göranssons kulturstiftelses Stora Kulturpris, 2017[5]